# Michael Horvath (Autor)
Michael Horvath (* 8. Jänner 1963 in Wien) ist ein österreichischer Schriftsteller und Journalist.

## Leben
Von 1991 bis 1993 war er Chefredakteur des Magazins Buchkultur. Neben Büchern publizierte er zahlreiche Artikel, Essays und Interviews für diverse österreichische Zeitungen und Magazine.
Sein Roman „Wiener Hundstage“ wurde 2021 für den Glauser-Preis in der Sparte „Debüt“ nominiert.

## Publikationen
- mit Fritz Panzer (Hrsg.): Erweiterte Wohnzimmer. Leben im Wiener Kaffeehaus. Mit einem Essay von Milo Dor, Verlag Buchkultur, Wien 1990, ISBN 3-901052-03-8.
- mit Dodo Kresse: Nur ein Komödiant? Hans Moser in den Jahren 1938–1945. edition S,  Wien 1994, ISBN 3-7046-0516-6.
- (Hrsg.): Blut in der Bassena. Mörderische Geschichten aus Wien. dtv, München 1995, ISBN 3-423-12018-5.
- mit Hannes Zimmermann: Österreich maritim. edition S, Wien 1995, ISBN 3-7046-0688-X.
- Wiener Hundstage. Kriminalroman. Emons Verlag, Köln 2020, ISBN 978-3-7408-0913-3.